# Tűzköves-hegyi-barlang
A Tűzköves-hegyi-barlang 2005 óta Magyarország fokozottan védett barlangjai közül az egyik. A Balaton-felvidéki Nemzeti Parkban lévő Bakony hegységben található. Turista útikalauzokban is ismertetve van a barlang.

## Leírás
Szentgál vasútállomástól Ny–ÉNy-ra kb. 630 m-re, a Tűzköves-hegyen, nem működő kőbányában vannak bejáratai. Két bejárata van, mindkettő a sziklafal aljában található. Alsó jura liász tűzköves mészkőben alakult ki. Ráccsal le van zárva. A Balaton-felvidéki Nemzeti Park Igazgatóság engedélyével tekinthető meg. A denevérek nyugalmi időszakában, október 15-től március 15-ig tilos látogatása.
Egyike a Bakony négy legnépesebb denevérszállásának. 14 védett és fokozottan védett denevérfaj telel itt. Emellett fontos nyári és átmeneti szállás, valamint párzóhely. Régen nagy szülőkolónia élt itt.
Előfordul a barlang az irodalmában Gombás-barlang, Jaskó-féle-barlang, Szentgáli-barlang (Kadić 1939), Szentgáli barlang (Dudich 1932), Szentgáli-cseppkőbarlang (Eszterhás 1984), Szentgáli kőfejtő barlangja, Tüzköves-hegyi-barlang (Bertalan, Schőnviszky 1976), Tüzköves-hegyi barlang (Eszterhás 1984), Tűzköves-hegyi 1934. évi barlang, Tűzköveshegyi-barlang (Jakucs, Kessler 1962) és Tűzköveshegyi barlang (Bertalan 1938) neveken is.

## Kutatástörténet
Az 1927-ben kiadott, Bakony című útikalauzban meg van említve, hogy Szentgál vasútállomásról a nagy mészégetőgyár és a kőfejtő (cseppkőbarlang) mellett elhaladva lehet eljutni Gombáspusztára. Az 1932-ben kiadott, Az Aggteleki cseppkőbarlang és környéke című könyvben, a Bakony hegység barlangjairól szóló részben szó van arról, hogy a Szentgáli barlang a Szentgál vasútállomása mellett lévő Tűzköves-hegyen helyezkedett el, de a kőfejtés miatt jelenleg csak maradványai figyelhetők meg a barlangnak. Az ismertetés 5 irodalmi mű alapján lett írva. Jaskó Sándor fedezte fel a Tűzköves-hegyi-barlangot 1934-ben a kőbánya egyik üregét megbontva és készítette el a barlang alaprajz térképét.
1937-ben Bertalan Károly és Szokolszky István bontották ki D-i bejáratát a Nagy-teremből. Az 1939. évi Barlangvilágban megjelent és Kadić Ottokár által írt dolgozat szerint a Bükk hegységben lévő Szeleta-barlanghoz, Balla-barlanghoz, Herman Ottó-barlanghoz, Kecske-lyukhoz, Három-kúti-barlanghoz, Istállós-kői-barlanghoz, Büdös-pesthez és Puskaporosi-kőfülkéhez hasonló jelentőségűek a dunántúli barlangok, pl. a Bakony hegységben található Szentgáli-barlang. A Természet 1939. évi évfolyamában szó van arról, hogy leginkább a barlangok vannak kiválasztva kőfejtés céljára, mert a tömör kőzetnél könnyebben fejthető az üregekkel és hasadékokkal átszőtt kőzet. Emiatt pusztult el három barlang (Pál-völgyi-barlang, Jankovich-barlang, Szentgáli-barlang) elülső része.
Az 1942. évi Természettudományi Közlönyben meg van ismételve A Természet 1939. évi évfolyamában publikált tanulmánynak a Tűzköves-hegyi-barlangra vonatkozó része. Az Országjárás 1942. évi évfolyamában meg lett említve, hogy Szentgál szélén, a vasútállomás mellett van egy vörös jura mészkőben lévő óriási kőfejtő, amelyben egy közepes barlang található figyelemre érdemes cseppkőképződményekkel. Az 1955-ben megjelent, Bakony útikalauz című könyvben részletesen le van írva. A Markó László vezette Veszprémi Barlangkutató Csoport tagjai 1957–1959. évi kutatásaik során egy új, 20 m-es részt tártak fel.
A Ferencvárosi Torna Club Barlangkutató Csoportja Horváth János által vezetve 1965-ben felmérte a barlangot, majd a felmérés felhasználásával elkészítették a csoport tagjai a barlang alaprajz térképét, hosszmetszet térképét és keresztmetszet térképeit. A felmérés alapján a barlang 86 m hosszú. Ezeken a térképeken nem szerepel a Markó Lászlóék által 1957–1959-ben feltárt szakasz. 1976-ban vált országos jelentőségű barlanggá a 4400-as (Bakony) barlangkataszteri területen lévő, szentgáli Tüzköveshegyi-barlang. A Bertalan Károly és Schőnviszky László által összeállított, 1976-ban megjelent Magyar barlangtani bibliográfia barlangnévmutatójában meg vannak említve a Bakonyban, az állomás melletti kőfejtőben lévő Szentgáli-barlangok, amelyeknek másik neve Tüzköves-hegyi-barlangok. A barlangnévmutatóban fel van sorolva 7 irodalmi mű, amelyek foglalkoznak a Szentgáli-barlangokkal. A Bakonyban elhelyezkedő Tüzköves-hegyi-barlang külön van említve. A barlangnévmutatóban meg van említve 2 irodalmi mű, amelyek foglalkoznak a Tüzköves-hegyi-barlanggal.
Az 1976-ban befejezett és Bertalan Károly által írt, Magyarország barlangleltára című kéziratban az olvasható, hogy a Tűzköveshegyi-barlang másik neve Szentgáli-barlang és a Bakony D-i részén, Szentgálon, Szentgál vasútállomásától Ny–ÉNy-ra kb. 630 m-re, a Tűzköves-hegy mészkőfejtőjében helyezkedik el. A kőfejtő ÉNy-i, felhagyott részében, a felső bányaudvarban lévő sziklafal aljában, 398 m tszf. magasságban van a két bejárata. A nagyméretű rombarlang alsó liász mészkőben jött létre, 86 m hosszú és 15,5 m mély. A kőbányászat elpusztított néhány barlangot. A kézirat barlangra vonatkozó része 8 irodalmi mű alapján lett írva.
1981-ben az Alba Regia Barlangkutató Csoport tagjai mérték fel a barlangot, majd a felmérés felhasználásával meg lett szerkesztve a barlang alaprajz térképe, keresztmetszet térképei, izometrikus térképe és tektonikai térképe. Az 1984-ben megjelent, Lista a Bakony barlangjairól című összeállítás szerint a Déli-Bakonyban, a 4430-as barlangkataszteri tájegységben, Szentgálon helyezkedik el a Szentgáli-barlang, amelynek további nevei Tüzköves-hegyi barlang és Szentgáli-cseppkőbarlang. A karsztos barlang 130 m hosszú és 15 m magas. Az 1984-ben napvilágot látott, Magyarország barlangjai című könyv országos barlanglistájában szerepel a barlang Tűzköves-hegyi-barlang néven Szentgáli-barlang névváltozattal. A listához kapcsolódóan látható a Déli-Bakony, a Balaton-felvidék és a Keszthelyi-hegység barlangjainak földrajzi elhelyezkedését bemutató 1:500 000-es méretarányú térképen a barlang földrajzi elhelyezkedése. Az 1986. évi Karszt és Barlangban megjelent bibliográfia regionális bibliográfia részében szerepel a barlang Szentgáli-barlang néven. Az összeállítás szerint a Karszt és Barlangban publikált írások közül 1 foglalkozik a barlanggal. 1997-ben le lett zárva a barlang.
1998. május 14-től a környezetvédelmi és területfejlesztési miniszter 13/1998. (V. 6.) KTM rendelete szerint a Balaton-felvidéki Nemzeti Park Igazgatóság illetékességi területén, a Bakony hegységben található Szentgáli-barlang és Tűzköves-hegyi-barlang az igazgatóság engedélyével látogathatók. 2005. szeptember 1-től a környezetvédelmi és vízügyi miniszter 22/2005. (VIII. 31.) KvVM rendelete szerint a Balaton-felvidéki Nemzeti Park Igazgatóság működési területén, a Bakony hegységben található Tűzköves-hegyi-barlang a felügyelőség engedélyével látogatható.
2005. szeptember 1-től a környezetvédelmi és vízügyi miniszter 23/2005. (VIII. 31.) KvVM rendelete szerint a Bakony hegységben lévő Tűzköves-hegyi-barlang fokozottan védett barlang. Fokozottan védett barlanggá nyilvánítását az indokolta, hogy fontos denevérszálláshely. 2006-ban a Bakonyi Barlangkutató Egyesületek Szövetsége készítette el a barlang térképét. A barlangot Cseplova Krisztina, Romhányi Balázs és Szalay Jenő mérték fel a térkép elkészítéséhez. A térképet Schäfer István Zsolt szerkesztette és rajzolta. A 2006. évi MKBT Tájékoztatóban közölve lett, hogy a Bakony hegységben elhelyezkedő Tűzköves-hegyi-barlang fokozottan védett barlang lett.
2007. március 8-tól a környezetvédelmi és vízügyi miniszter 3/2007. (I. 22.) KvVM rendelete szerint a Balatoni Nemzeti Park Igazgatóság működési területén lévő Bakony hegységben elhelyezkedő Tűzköves-hegyi-barlang az igazgatóság engedélyével tekinthető meg. 2013. július 19-től a vidékfejlesztési miniszter 58/2013. (VII. 11.) VM rendelete szerint a Tűzköves-hegyi-barlang (Bakony hegység, Balaton-felvidéki Nemzeti Park Igazgatóság működési területe) az igazgatóság hozzájárulásával látogatható. 2015. november 3-tól a földművelésügyi miniszter 66/2015. (X. 26.) FM rendelete szerint a Tűzköves-hegyi-barlang (Bakony hegység) fokozottan védett barlang. 2021. május 10-től az agrárminiszter 17/2021. (IV. 9.) AM rendelete szerint a Tűzköves-hegyi-barlang (Bakony hegység, Balaton-felvidéki Nemzeti Park Igazgatóság működési területe) az igazgatóság engedélyével látogatható. A 13/1998. (V. 6.) KTM rendelet egyidejűleg hatályát veszti.

## További irodalom
- Bertalan Károly: Beszámoló a MTE Bakonyi Osztálya Barlangkutató Csoportjának 1936. évi működéséről. Kézirat, Veszprém, 1936.
- Jaskó Sándor: A Szentgáli-barlang. BETE Barlangnapló, 1. köt. 1934. szeptember 16.
- Laczkó Dezső: A szentgáli tűzköveshegyi barlangok. Évi jelentés a Veszprémvármegyei Múzeum... 1927/28. évi fejlődéséről... Veszprém, 1928. 44–47. old.
- Laczkó Dezső kézi jegyzetei és egyéb feljegyzései a Veszprémvármegyei Múzeumban. (1911–1933)
- –: A barlangkutatók nagyszerű munkája. Magyar Turista Élet, 1935. június 15. (3. évf. 11. sz.) 4. old.